# Фомбио
Фо̀мбио (на италиански: Fombio, на западноломбардски: Fumbi, Фуиби) е село и община в Северна Италия, провинция Лоди, регион Ломбардия. Разположено е на 56 m надморска височина. Населението на общината е 2298 души (към 2012 г.).